# Kenneth Pomeranz

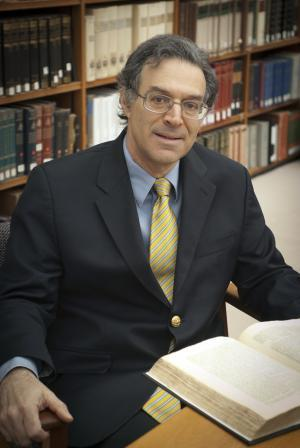
Kenneth Pomeranz

Kenneth L. Pomeranz (1958) is een Amerikaanse historicus aan de University of Chicago. Hij behaalde zijn bachelorgraad aan Cornell University in 1980 en zijn doctorsgraad aan Yale University in 1988, waarna hij doceerde aan University of California, Irvine voor meer dan twintig jaar. In 2013 - 2014 was hij de directeur van de American Historical Association.
Pomeranz houdt zich vooral bezig met (de economie van) China. Een bekend boek van hem is The Great Divergence uit het jaar 2000, waarin hij probeert te verklaren waarom Groot-Brittannië wel is geïndustrialiseerd en China niet. Het begrip The Great Divergence wordt vaak gebruikt als aanduiding tussen de breuk in ontwikkeling die rond het jaar 1800 ontstond tussen de westerse wereld en de rest van de wereld, een trend die zich de grofweg 150 jaar daarna heeft doorgezet.